# Фейса, Любомир
Лю́бомир Фе́йса (серб. Љубомир Фејса; род. 14 августа 1988[…], Куцура, САК Воеводина) — сербский футболист, полузащитник. Выступал за сборную Сербии.

## Карьера

### Клубная
Воспитанник клуба «Хайдук» из Кулы. Играл в нём до 2008 года, затем перешёл в стан «Партизана» за 1 200 000 евро. 21 июня 2011 года подписал контракт с греческим «Олимпиакосом» на сумму 3 млн. евро по схеме «3+1»
В 2008 году мог оказаться в московском «Локомотиве», но стороны к соглашению не пришли.

### В сборной
Вызывался на отборочный матч Евро-2008 против Казахстана, который прошёл 24 ноября 2007 (матч был перенесён на 24-е число из-за сильного снегопада). Также в составе сборной отправился на пекинскую Олимпиаду.

## Достижения
«Олимпиакос» (Пирей)
- Чемпион Греции (2): 2011/12, 2012/13
- Обладатель Кубка Греции (2): 2011/12, 2012/13

«Бенфика»
- Чемпион Португалии (5): 2013/14, 2014/15, 2015/16, 2016/17, 2018/19
- Обладатель Кубка Португалии (2): 2013/14, 2016/17
- Обладатель Кубка португальской лиги (3): 2013/14, 2014/15, 2015/16
- Обладатель Суперкубка Португалии (4): 2014, 2016, 2017, 2019